# Memoriał Henryka Łasaka 2014
Il Memoriał Henryka Łasaka 2014, sedicesima edizione della corsa, valida come evento dell'UCI Europe Tour 2014 categoria 1.2, si svolse il 16 agosto 2014 su un percorso di 182,3 km. Fu vinto dal polacco Maciej Paterski, che terminò la gara in 4h34'57" alla media di 39,78 km/h.
Al traguardo 76 ciclisti portarono a termine la gara.

## Ordine d'arrivo (Top 10)
| Pos. | Corridore          | Squadra        | Tempo    |
| ---- | ------------------ | -------------- | -------- |
| 1    | Maciej Paterski    | CCC Polsat     | 4h34'57" |
| 2    | Paweł Franczak     | ActiveJet Team | a 30"    |
| 3    | Mychajlo Kononenko | Kolss          | s.t.     |
| 4    | Blazej Janiaczyk   | BDC-Marcpol    | s.t.     |
| 5    | Lukasz Bodnar      | ActiveJet Team | s.t.     |
| 6    | Marek Rutkiewicz   | CCC Polsat     | s.t.     |
| 7    | Anatoliy Pakhtusov | ISD Cont.      | s.t.     |
| 8    | Krists Neilands    | Rietumu-Delfin | s.t.     |
| 9    | Zsolt Der          | Utensilnord    | s.t.     |
| 10   | Grzegorz Haba      |                | s.t.     |